# Авчеса
Авчеса (Овчеса, бел. Аўчоса) — река в Шкловском районе Могилёвской области, правый приток Баси (бассейн Днепра), впадает в неё в 79 км от её устья. Длина 11 км. Площадь водосбора 26 км². Средний наклон водной поверхности 1,8 %. Высота устья над уровнем моря — 172,9 м. Начинается в 0,7 км к северо-западу от деревни Лысая Гора, устье около северной окраины деревни Караси. Течёт по открытой местности, преимущественно в направлении на северо-восток. Русло канализировано на протяжении 6,4 км от истока до деревни Окуневка. Относится к II Верхне-Днепровскому гидрологическому подрайону. Размер водоохранной зоны 200-500 м, прибрежной полосы 10-100 м. Через реку построены мосты у деревень Окуневка и Малые Слижи.